# Герб Клевані
Герб Кле́вані — офіційний символ смт Клевань. Затверджений рішенням сесії Клеванської селищної ради від 23 жовтня 1996 року.

## Опис (блазон)
У зеленому полі Архангел Михаїл в золотому обладунку із золотим мечем і терезами в руках стоїть над срібним змієм, у якого червоні очі та пазурі.

## Зміст
Герб реконструйовано за міським знаком XVII ст. Зелений колір символізує ліси, серед яких виникло містечко, жовтий — сільське господарство, яким займалися жителі Клевані.

## Автори
Автори — А. Б. Гречило та Ю. П. Терлецький.